# Gulflander múzeumvasút
A Gulflander egy turisták számára működtetett, 154 kilométer hosszúságú vasútvonal Ausztrália Queensland államának északi részén, az állami Queensland Rail Limited vasúttársaság üzemeltetésében. Neve a közeli Carpentaria-öböl (angolul Gulf of Carpentaria) után Gulflandnek nevezett régióra utal.

## A vonal története
A vonalat 1888-ban kezdték építeni, 1891-ben került átadásra. A vonal északi végállomás a Carpentaria öböltől 35 kilométerre, a Norman folyó partján fekvő Normanton kisváros. A déli végállomása Croydon, ahol a vasút építésének idején aranyat találtak. Eredetileg a vonalat tovább akarták építeni Gloncury város felé, hogy összekapcsolják a teljes vasúthálózattal, de erre sohasem került sor. A vasút déli végállomása így Croydon maradt. Mivel a vasút semmilyen irányban nem csatlakozik más vonalakhoz, elnevezték „sehonnan sehová vasútnak” (a train from nowhere to nowhere).
Technikai jelentőségét a speciálisan kialakított pálya adja, mely ellenáll az áradásoknak. 1922-ig gőzmozdonyok szolgáltak, utána vezették be a benzin- és dízelüzemű motorvonatokat.
A vasútvonal az aranyláz vége után jelentőségét teljesen elvesztette, 1974-ben végleg be akarták zárni súlyos veszteségek miatt. Későbbiekben a turisták fedezték fel, mára Ausztrália egyik népszerű turistavonala, ahol a muzeális szerelvényeken szakképzett kalauzok segítségével ismerkednek a turisták a táj nevezetességeivel. Érdekesebb helyeken a vonatok meg is állnak. A vonalon 13 régi mozdony található, ezek egy része csak kiállítási tárgy. A hetente egyszer közlekedő járaton 1950-ből származó dízelmotorvonatok járnak. 
A normantoni végállomáson kisebb vasútmúzeum is üzemel.

## Menetrend
2015-ben a vonatok szerdai napokon reggel 8.30-kor indulnak Normantonból, 13.30-ra érkeznek meg Croydonba, majd másnap 8.30-kor indulnak vissza Normantonba, visszaérkezés 13.30-kor. Croydon egy apró település, a vasútmúzeumon kívül semmi látványosságot, vagy érdekességet nem kínál. Az aznap Normantonba visszatérni kívánók busszal utazhatnak vissza. A legmelegebb három nyári hónapban (december-február) bezár a múzeumvasút. Ennek oka az elviselhetetlen meleg, az ilyenkor alacsony turistaforgalom, a várható esőzések és áradások.